# Roquecourbe-Minervois
Roquecourbe-Minervois – miejscowość i gmina we Francji, w regionie Oksytania, w departamencie Aude. Przez gminę przepływa rzeka Aude. 
Według danych na rok 1990 gminę zamieszkiwało 111 osób, a gęstość zaludnienia wynosiła 31 osób/km² (wśród 1545 gmin Langwedocji-Roussillon Roquecourbe-Minervois plasuje się na 791. miejscu pod względem liczby ludności, natomiast pod względem powierzchni na miejscu 1068.).

## Zabytki
Zabytki w miejscowości posiadające status Monument historique:
- zamek w Roquecourbe-Minervois (château de Roquecourbe-Minervois)